# 그놈 재단

그놈 로고

그놈 재단(GNOME Foundation)은 미국 매사추세츠주의 케임브리지에 위치한 그놈 프로젝트의 비영리 단체이다.
그놈 프로젝트의 목표는 완전히 자유 소프트웨어로 사용하기 위한 컴퓨터 플랫폼을 만드는 것이다. 그놈 재단은 이 목표를 실현하기 위하여 노력하고 있다.
이 목표를 달성하기 위하여 이 재단은 그놈의 출시를 조율하고 어느 프로젝트가 그놈의 일부로 할 것인지 결정한다. 이 재단은 그놈 소프트웨어에 관심이 있는 영리 및 비영리 단체와의 통신 수단을 제공함으로써 그놈 프로젝트의 공식 입장을 표명한다.

## 같이 보기
- 그놈
- 특허 괴물